# Sisu KB-45
Sisu KB-45 — легкий вантажний автомобіль підвищеної прохідності, виготовлений фінським виробником важких автомобілів Suomen Autoteollisuus (SAT) у 1965–1970 роках. Двовісний повнопривідний автомобіль з корисним навантаженням 4000 кг був розроблений за завданням Сил оборони Фінляндії. За ним пішов майже ідентичний A-45/AH-45 у 1970 році.

## Розвиток
KB-45 був розроблений для використання легких піхотних батальйонів Сил оборони Фінляндії. Координатором проекту був старший інженер Уоті Хартікайнен. Перший прототип був створений відділом тестування SAT на вулиці Флемінг, Гельсінкі у березні 1964 року . Це був останній Sisu, оснащений бензиновим двигуном AMI власного типу SAT. Осі були зроблені Kirkstall. На ранній стадії автомобіль отримав прізвисько Proto, яке походить від prototyyppi (прототип).
Після завершення першого прототипу Сили оборони раптово змінили специфікації; колісну базу довелося вкоротити на 30 см. Рішення ґрунтувалося на результатах вимірювання середніх відстаней між деревами у фінських лісах силами оборони. Нова вимога призвела до надмірних проблем у конструкції трансмісії; КПП і редуктор довелося переставити. Довгий ведучий вал між ними довелося замінити структурно складною системою гнізд зубчастих передач, яка дозволила скоротити відстань. Ще одна вимога – заміна бензинового двигуна на дизельний також викликала проблеми. Початкову систему кріплення платформи довелося переробити через занадто мале корисне навантаження. Коли остаточний прототип був готовий, Сили оборони були задоволені результатом.

## Виробництво та використання
Перші 18 машин були передані Військам оборони в серпні 1965 року. В основному вони використовувалися для тяги гаубиць і зенітних гармат. Сили оборони отримали загалом 83 KB-45, з яких дві були пожежними. Наступник KB-45, A-45/AH-45, був дуже схожим. Найбільша різниця була в трансмісії, оскільки осі Kirkstall були замінені власними продуктами Sisu. У той же час виробництво було перенесено з Каріса до Хямеенлінни, колишньої фабрики Vanaja, яка була об'єднана з SAT на початку 1969 року.
Моделі KB-45 були замінені у фінській армії 2008 року представленими вантажівками Sisu A2045.

## Технічні дані
KB-45 оснащений рядним дизельним двигуном Leyland максимальною потужністю 135 к.с. Корисна площа обертів 1000–2400 об/хв. Ємність паливного бака становить 226 літрів.
5-ступінчаста коробка передач повністю синхронізована. Автомобіль також оснащений двошвидкісною редуктором. Обидві осі є ведучими та оснащені диференціалами, що блокуються. Підвіска складається з поздовжньо встановлених листових ресор і телескопічних амортизаторів двосторонньої дії.
Рама автомобіля має поворотний тип, що дозволяє кожному колесу торкатися землі навіть на пересіченій місцевості. Кабіна зі скловолокна і сталі кріпиться на рамі з трьох точок, а платформа довжиною 4,28 метра, на якій розміщується 25 осіб, з чотирьох точок.
Вантажопідйомність розвідувальної лебідки становить 6 тонн, вона оснащена обмежувачем крутного моменту.
Деякі з KB-45 були обладнані гідравлічною системою Sisu Nemo для причепа з гідравлічним приводом, що значно підвищило здатність комбінованого автомобіля проходити бездоріжжя. Система продавалася під назвою «Два в одному» .

## Характеристики
Вантажопідйомність становить 2300 кг на місцевості та 4000 кг на дорозі. Передній звис становить 1300 мм, а задній — 1000 мм. Радіус повороту становить 7,6 метрів, максимальна швидкість 90 км/год.
Хороша прохідність по бездоріжжю забезпечується структурою рами, що згинається на кручення, і двигуном, розташованим посередині, що забезпечує рівномірне навантаження на колеса навіть на пересіченій місцевості. Одне з коліс можна підняти на один метр, а решта три все ще торкаються землі. Під час випробувань автомобіль піднявся на 60% крутих пагорбів, а також міг витримати бічний схил 45% без падіння.

## Зовнішні посилання
- Вікісховище має мультимедійні дані за темою: Sisu KB-45